# Szwedzki Komitet Olimpijski
Szwedzki Komitet Olimpijski (szw. Sveriges Olympiska Kommitté), SOK – organizacja sportowa koordynująca szwedzkie organizacje sportowe, funkcjonująca jako Narodowy Komitet Olimpijski Szwecji oraz Narodowy Komitet Paraolimpijski Szwecji.
Komitet zrzesza 36 szwedzkich federacji sportowych jako członków stałych i 14 federacji sportowych reprezentujących sporty nieolimpijskie.
Między 1896 a 1912 Szwecja nie posiadała narodowego komitetu olimpijskiego. Na I Letnich Igrzyskach Olimpijskich w 1896 roku w Atenach za start zawodników szwedzkich odpowiedzialna była Svenska Gymnastikförbundet (Szwedzka Federacja Gimnastyczna), zaś na II Letnich Igrzyskach Olimpijskich w 1900 roku w Paryżu – Sveriges Allmänna Idrottsförbund. Przed startami na Igrzyskach w Londynie w 1908 roku i Igrzyskach w Sztokholmie w 1912 roku za starty reprezentacji Szwecji były odpowiedzialne specjalnie stworzone komitety sportowe. Samo powstanie SOK w 1913 roku było rezultatem V Letnich Igrzysk Olimpijskich w 1912 roku, których Szwecja była organizatorem.

## Prezesi Szwedzkiego Komitetu Olimpijskiego
- 1913–1933 Gustaw VI Adolf
- 1933–1947 Gustaw Adolf, książę Västerbotten
- 1947–1997 Bertil, książę Halland
- 1997–2000 Carl-Gustav Anderberg
- 2000–2016 Stefan Lindeberg
- 2016–2018 Hans Vestberg
- od 2018 Mats Årjes